# Justin Chadwick
Pour les articles homonymes, voir Chadwick.
Justin Chadwick, né le 1er décembre 1968 à Salford dans le Grand Manchester, est un réalisateur et acteur britannique.

## Biographie
Justin Chadwick né le 1er décembre 1968 à Salford au Royaume Uni est un réalisateur et acteur.
Sur les conseils d'un de ses enseignants, Justin Chadwick, à l'âge de onze ans, rejoint un théâtre de sa ville natale et commence sa formation d'acteur. Après la fin de ses études à Leicester, il fait ses débuts au cinéma dans le film de Hanif Kureishi, London Kills Me (en) puis est au générique de The Hour of the Pig, de Leslie Megahey en 1993, de Au Pair, de Angelika Weber en 1994 et de La Fin de l'innocence sexuelle, de Mike Figgis en 1999.
Il apparaît aussi à la télévision, dans des séries et télésuites, telles Screen One, Heartbeat, Medics, Dangerfield (en), The Tide of Life, Dalziel and Pascoe.
L'acteur passe à la réalisation en 1993, avec le téléfilm Family Style joué par Ewan McGregor, puis un épisode de Shakespeare Shorts et, pour le grand écran, le thriller Sleeping with the Fishes, en 1997.
Il tourne à nouveau pour la télévision de nombreux épisodes de séries et télésuites, notamment Byker Grove (en) (1998), The Bill (1999), Daylight Robbery 2 (2001), Helen West (2002), MI-5 (2002), Red Cap (en) (2004), Murder Prevention (2004) avant de réaliser neuf des quinze épisodes de la remarquée Bleak House, adaptée du roman éponyme de Charles Dickens. Il remporte le Best Drama Serial de la BAFTA Television Awards 2006 pour cette série, diffusée au Royaume-Uni par la BBC et par PBS aux États-Unis.
Après dix ans d'absence, il revient au grand écran en 2008 et signe le drame historique Deux Sœurs pour un roi, avec, en autres, Natalie Portman, Scarlett Johansson et Eric Bana. Présenté lors de l'édition 2008 de la Berlinale, ce film a fait connaître internationalement Justin Chadwick.
Plus tard, en 2013, il participe au tournage de Mandela : Un long chemin vers la liberté en tant que réalisateur.

## Filmographie

### En tant que réalisateur

#### Longs métrages
- 2008 : Deux Sœurs pour un roi (The Other Boleyn Girl)
- 2010 : Le Plus Vieil Écolier du monde (The First Grader)
- 2013 : Mandela : Un long chemin vers la liberté (Mandela: Long Walk to Freedom)
- 2017 : Tulip Fever
- 2017 : The Lady and the Panda

#### Court métrage
- 1993 : Family Style

#### Téléfilm
- 2011 : Stolen

#### Séries télévisées
- 1996 : Shakespeare Shorts
- 1998 : Byker Grove (saison 10, épisodes 1 et 4)
- 1999 : The Bill (saison 15, épisode 73)
- 2000 : Life Force
- 2000 : EastEnders (3 épisodes)
- 2001 : Daylight Robbery 2
- 2001-2002 : The Vice (2 épisodes)
- 2002 : Helen West (saison 1, épisode 1)
- 2003-2004 : MI-5 (Spooks) (4 épisodes)
- 2004 : Red Cap : Police militaire (Red Cap) (saison 2, épisode 1)
- 2004 : Murder Prevention (2 épisodes)
- 2005 : Bleak House (8 épisodes)

### En tant qu'acteur

#### Longs métrages
- 1991 : London Kills Me, de Hanif Kureishi : Clint Eastwood
- 1993 : L'Heure du Cochon (The Hour of the Pig) de Leslie Megahey : Gerard d'Auferre
- 1994 : Au Pair de Angelika Weber
- 1999 : La Fin de l'innocence sexuelle (The Loss of Sexual Innocence) de Mike Figgis : Flash Man

#### Courts métrages
- 1992 : Bossanova Blues de Kieron J. Walsh : Kenny
- 1995 : Melvyn's Pencils de Susannah Gent : Melvyn

#### Séries télévisées
- 1991 : Screen One : Martin (saison 3, épisode 7)
- 1992 : Heartbeat : Derek (saison 1, épisode 6)
- 1992 : Inspecteur Wexford (The Ruth Rendell Mysteries) : Gavin (saison 6, épisode 12)
- 1993 : How We Used to Live : Ralph Warren (3 épisodes)
- 1993-1996 : Casualty : Paul / Steve (2 épisodes)
- 1994 : Medics : Stephen Prior (saison 4, épisode 4)
- 1994 : The Bill : Paul Hern (saison 10, épisode 95)
- 1995 : Dangerfield : Keith Walsh (saison 2, épisode 11)
- 1996 : The Tide of Life : Con Fullwell
- 1996 : Band of Gold : Rabbit (3 épisodes)
- 1996 : Frontiers : DC Clive Reilly
- 1998 : Inspecteurs associés (Dalziel and Pascoe) : DC Seymour (saison 3, épisode 3)

## Distinctions

### Récompenses
- 2006 : BAFTA Television Award de la meilleure série dramatique (conjointement avec Nigel Stafford-Clark, Susanna White et Andrew Davies pour Bleak House)
- 2011 : Sedona International Film Festival (en), Prix du meilleur film (Le Plus Vieil Écolier du monde)
- 2011 : Palm Beach International Film Festival, Prix du meilleur film (Le Plus Vieil Écolier du monde)